# Вилла Цандерс
Вилла Цандерс (нем. Städtische Galerie Villa Zanders) — художественный музей в городе Бергиш-Гладбах (земля Северный Рейн-Вестфалия), основанный в 1986 году на вилле, принадлежавшей семье промышленников и предпринимателей Цандер; постоянная музейная коллекция состоит, в основном, из живописных работ периода романтизма Дюссельдорфской школы; музей, открытый в 1992 году, также регулярно проводит выставки современного искусства, в том числе и персональные выставки начинающих авторов; здание музея, построенное в 1873—1874 годах, является памятником архитектуры.

## История и описание

### Здание
Трехэтажное здание виллы при фабрике было построено по проекту архитектора Германа Отто Пфлаума (1830—1901) в период с 1873 по 1874 год из кирпича и натурального камня — в стиле французского неоренессанса, с характерным ризалитом и мотивом триумфальной арки. Мансардная крыша с окнами сохранилась, а карниз и дымоходы были утрачены. Сохранилась и гравюра по дереву, на которой вилла показана расположенной в непосредственной близости от бывшей бумажной фабрики «Schnabelsmühle».
Здание строилось как резиденция для Марии Цандерс, вдовы предпринимателя Карла Рихарда Цандерса; первоначально дом был расположен в центре небольшого парка, от которого в XXI веку сохранились только отдельные фрагменты. Салон Марии Цандерс был известен в регионе: его посещали многие выдающиеся современники, в особенности музыканты и художники. После смерти Марии в 1904 году, дом стал собственностью её сына, Ганса, который жил в нём со своей бельгийской женой Ольгой и шестью детьми. Ганс значительно изменил интерьер здания, «облегчив» его от множества массивных элементов XIX века.
В 1932 году усадьба перешла от Ольги Пельтцер, вдовы Ганса Цандерса, в муниципальную собственность — стала владением района Рейниш-Бергиш, а позднее и города Бергиш-Гладбах (в 1967). Долгое время в бывшей резиденции размещались муниципальные власти. Здание виллы было внесено в список памятников архитектуры города под номером 20; частичная реконструкция была проведена по случаю её 100-летия, в 1974 году.

### Художественный музей
С 1986 года вилла была реконструирована и в ней разместилась как администрация муниципальных музеев, так и художественный музей «Вилла Цандерс»; в 1992 году состоялось торжественное открытие коллекции; с 1 сентября 2012 года музей возглавляет искусствовед Петра Ёльшлегель (Petra Oelschlägel). Помимо художественного фонда в музее есть и библиотека со специальной литературой, а также — с картами и графическими изображениями. В подвале находится коллекция окаменелостей из «Paffrather Kalkmulde», небольшую часть которой можно увидеть на выставке в местном музее «Bürgerhaus Bergischer Löwe».
В историческом интерьерах первого этажа находится основная коллекция музея: постоянная экспозиция состоит, в основном, из живописных работ периода романтизма Дюссельдорфской школы — времён первой хозяйки, Марии Цандерс. К фондах есть работы созданные Иоганном Вильгельмом Ширмером, Карлом Людвигом Фарбахом и местным уроженцем Иоганном Вильгельмом Линдларом. Два верхних этажа предназначены для проведения временных выставок произведений современного искусства: здесь проходят как выставки молодых художников, так и презентации работ известных авторов.
Кроме того в музее есть и коллекция работ из бумаги «Papier als künstlerisches Medium», которая включает в себя около трёх сотен произведений искусства местных и зарубежных художников; она освещает традицию города как места изготовления бумаги, которая продолжается уже более четырёх веков. В местной артотеке хранится более тысячи произведений искусства: музей предлагает на время одолжить у него, к примеру, оригинальное произведение Йозефа Бойса — для размещения в собственном доме. «Красный салон» (Rote Salon), расположенный на месте бывшей столовой виллы, обставлен в стиле Людовика XVI и доступен для проведения как гражданских свадебных церемоний, так и иных вечерних мероприятий (наряду с другими комнатами и зимним садом).